# 代貸
代貸（だいがし）は、貸元の代わりを務める人物のことである。
博徒集団の組織は上位から貸元(親分)、代貸、本出方、助出方、三下となっていて、代貸は貸元の補佐役で組織のナンバー2であり、賭場の一切の責任者となり実質的に取り仕切る。また、トラブル(手入れなど)が発生した際は、組織存続の為、貸元の身代わりとなって犠牲になることを求められる。